# Klüber Lubrication

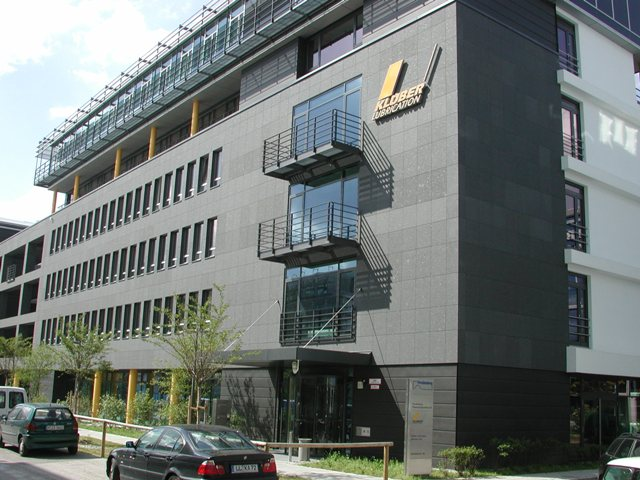
Klüber-Technologiezentrum

Die Klüber Lubrication ist ein weltweit tätiger Hersteller von Schmierstoffen mit Stammsitz in München.

## Geschichte

2011 abgelöstes Logo

Das Unternehmen wurde 1929 von Theodor Klüber in München gegründet. Der Großvater von Theodor Klüber, ebenfalls Theodor mit Vornamen, gründete 1869 eine Drogerie in Schweinfurt, die ab 1870 Petroleum (sog. Pennsylvanisches Öl) aus Amerika bezog und damit handelte.
Durch die ersten Standmotoren in den zunehmend motorisierten Fabriken stieg der Bedarf für Öl und Benzin. Auch die ersten Autos benötigten Kraft- und Schmierstoffe, die man in Apotheken oder Drogerien bezog.  Der Aufschwung der regionalen Industrie führte dazu, dass die Drogerie Klüber ein Benzin- und Öllager errichtete, um ganz Nordbayern zu beliefern. Der Sohn des Gründers, Friedrich (Fritz) Klüber, erweiterte dieses Geschäft beträchtlich. Sohn Theodor Klüber gründete nach seiner Drogistenlehre mit knapp 24 Jahren am 1. April 1929 in München eine Einzelhandelsfirma für Mineralölprodukte. Das war der Startschuss für eine reine Schmierstoff- und Mineralölfirma. 1938 gründete er eine Mineralölfabrik und produzierte hier Produkte für die Marken Univis, Penreco, Permalub und andere.
Der Unternehmenssitz befand sich am heutigen Mittleren Ring in München. Von dort zog man in die Geisenhausener Straße. 
In der Nacht vom 6. auf den 7. September 1943 wurde dieses neue Betriebsgelände durch Bomben völlig zerstört. Der Wiederaufbau erfolgte 1946. Im Laufe der folgenden Jahre wurde Klüber mit einem eigenen Geschäftsfeld zur größten Tankstellenkette in Bayern: Die Mineralölgesellschaft DEA vergab Lizenzen, Klüber war ihr größter Partner mit den meisten Tankstellen.
Theodor Klüber hatte erkannt, dass das klassische Benzin- und Heizölgeschäft langfristig das Geschäft der großen Mineralölkonzerne sein würde. Daher entschloss er sich, 1955 die Tankstellen an die Texaco zu verkaufen, die damals das DEA-Tankstellennetz übernahm. Danach konzentrierte er sich ganz auf Schmierstoffe. Ziel war es, kleine Mengen sehr hochwertiger Produkte zu entwickeln, produzieren und verkaufen.
Am 31. März 1959 wurde das Unternehmen in Klüber Lubrication München KG umbenannt und wurde zu einem produzierenden und vertreibenden Unternehmen.
30 Jahre nach der Gründung der Einzelhandelsfirma führte der Bayer Theodor Klüber einen neuen Firmennamen mit einer englischen Bezeichnung ein, um auf allen Märkten der Welt agieren zu können. 
Theodor Klüber suchte mangels Nachfolger aus der eigenen Familie nach einem Unternehmen, das die Firma in seinem Sinn fortführen würde.
Theodor Klüber lernte Richard Freudenberg bei einer Veranstaltung kennen. Die Idee, den Weltmarktführer für Dichtungen, Freudenberg, und den Schmierstoff-Spezialisten, Klüber Lubrication, zusammenzubringen, begeisterte beide.
Nach Abschluss der Kaufverhandlungen im August 1966 wurde Klüber Lubrication Teil der Unternehmensgruppe Freudenberg. In der Folge wuchs Klüber Lubrication sowohl durch Zukäufe und Gründungen neuer Gesellschaften auch international weiter: 1993 gehörten zu Klüber Lubrication bereits 16 Tochterfirmen und drei Joint Ventures in Japan, Korea und Mexiko.
2004 gründete Freudenberg die neue Geschäftsgruppe Freudenberg Chemical Specialities mit Sitz in München, zu der neben Klüber Lubrication auch die Unternehmen Chem-Trend (Howell, USA) und OKS Spezialschmierstoffe (München) gehören.
Im Jahr 2008 gehörten rund 30 Tochtergesellschaften mit 14 Produktionsstandorten und rund 1.800 Mitarbeitern zur Gruppe. Im Jahr 2012 erfolgte die Umfirmierung zur SE & Co. KG, einer Kommanditgesellschaft mit einer SE als Komplementär.
Im Jahr 2020 erwarb Klüber Lubrication Traxit International, einen der größten Ziehschmierstoff-Hersteller der Welt mit Hauptsitz in Schwelm, Deutschland. Mit der Übernahme wurde die TRAXIT Gruppe zu einer weiteren Geschäftseinheit der Klüber Lubrication Gruppe.
Klüber Lubrication wird seit 2023 von einer neuen Geschäftsleitung geführt. Auf eigenen Wunsch schieden Thomas Wieandt, Chief Financial Officer, und Dirk Loderer, Chief Technical Officer, aus der Geschäftsführung aus. Seit dem 1. Januar 2023 leiten Markus Murmann als Executive Vice President und Martin Schmidt-Amelunxen als Executive Vice President Technology und R&D den Konzern. Im Januar 2024 übernahm Wolfgang Sammer als Executive Vice President Sales & Marketing und Sprecher des Vorstands (CEO) die Aufgaben von Claus Langgartner, der in den Ruhestand ging.

## Umweltengagement

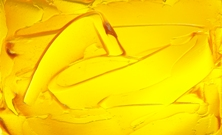
Aufnahme eines Fettes

Produktion und Produktentwicklungen erfolgen unter dem Gesichtspunkt der Ressourcenschonung und Energieeinsparung. Erreicht wird dies unter anderem durch Minimalmengenschmierung und Langzeit- beziehungsweise Lebensdauerschmierung.
Einen Beitrag zur CO2-Reduktion beispielsweise leisten Spezialöle mit einem „hohen Wirkungsgrad“, da sie den Energiebedarf für Maschinen und Anlagen durch verringerte Reibung senken.
Als erstes Unternehmen in der bayerischen Landeshauptstadt wurde der Standort „Klüber Lubrication München“ validiert und erhielt 1997 den Münchner Umweltpreis.

In der Umwelterklärung von 1996 und 1998 machte das Unternehmen deutlich, dass dem Umweltschutz Priorität gegeben wird.
2023 gewann Klüber Lubrication den European Responsibility Care Award. Das Unternehmen wurde in der Kategorie „Klimaneutralität“ für sein Projekt „Klimaschutz durch Lösemittelersatz“ und für seinen Klima-Aktionsplan ausgezeichnet. Lag der Anteil der Lösemittel in der Produktion im Jahr 2019 noch bei über 32.500 Tonnen, so sank er bis 2022 auf 1.937 Tonnen.
Im gleichen Jahr wurde Klüber Lubrication von der renommierten Organisation EUPD Research mit dem ESG „Transparency Award“ in der Kategorie „Exzellenz“ ausgezeichnet. Diese Auszeichnung würdigt die herausragende Transparenz und Qualität des Nachhaltigkeitsberichts von Klüber. Der Bericht von Klüber Lubrication bietet einen umfassenden Einblick in die Nachhaltigkeitsinitiativen des Unternehmens, einschließlich Maßnahmen zur Reduzierung des ökologischen Fußabdrucks, zur Förderung einer sicheren Arbeitsumgebung und zur Stärkung der Lieferkettenethik.

## Mitgliedschaften in Fachverbänden
- Deutsche Wissenschaftliche Gesellschaft für Erdöl, Erdgas und Kohle
- Deutsche Gesellschaft für Qualität
- Deutsches Institut für Normung
- European Lubricating Grease Institute (Europäisches Institut für Schmierfette)
- Forschungsvereinigung Antriebstechnik
- Gesellschaft für Tribologie e. V.
- Industrie-Gemeinschaft Aerosole e. V.
- National Lubricating Grease Institute (US-Institut für Schmierfette)
- European Union of Independent Lubricant Companies (Europäische Union unabhängiger Schmierstoff-Unternehmen)
- Bundesverband mittelständischer Mineralölunternehmen e. V.
- Verband der Chemischen Industrie
- Verband der Automobilindustrie
- Verein Deutscher Ingenieure
- Verband Schmierstoff-Industrie e. V.[7]